# Copa de Francia de Fútbol 1917-18
La Copa de Francia de fútbol 1917-1918, oficialmente Copa Charles-Simon 1917-1918, fue la 1.ª edición de la Copa de Francia, competición a eliminación directa abierta a todos los clubes afiliados al entonces Comité francés interfederal (CFI).
La competición fue creada durante la Primera Guerra Mundial con el fin de mantener la unidad del país, entretener a la población durante la guerra y de ayudar al desarrollo de la juventud. La participación de la copa fue abierta a todos los clubes franceses, lo que representaba un símbolo de unidad. El objetivo de la copa fue acabar las disputas extendidas que se había librado las diferentes federaciones deportistas francesas durante la década precedente.
La competición se llamó "Copa Charles-Simon", en homenaje a Charles Simon, el secretario general del CFI y desaparecido durante la guerra.
Cuarenta y ocho clubes se inscribieron a esta edición. Provienientes de las cuatro federaciones adscritas al CFI: la Unión de las sociedades francesas de deportes athlétiques, la Federación gimnasia y deportista de los patrocinios de Francia, la Liga de fútbol asociación y la Federación ciclista y athlétique de Francia. La mitad de los participantes fueron clubes de región parisina, mientras que la mayoría de los demás clubes provenían de Lyon, de Borgoña, de Bretaña y del sur de Francia, la guerra impidió la inscripción de los clubes del norte del país.
La final, jugada en París, fue ganada por el club Olympique, club de la ciudad de Pantin y el uno de los favoritos de la prueba, que se impuso en final tres a cero frente al FC Lyon.

## Calendario
La competición se organizó en seis rondas. Hasta en cuartos de final, los encuentros estaban organizados por zonas geográficas. Los partidos tienen lugar hasta en octavos de final en el estadio de uno de los dos equipos. Las demás encuentros se jugaron sobre terreno neutral. La final se desarrolló en el extinto estadio de la Calle Olivier-de-Serres en el XV Distrito de París.
| Fase                                                        | Equipos                | Fecha                          | Part. | Clas. |
| ----------------------------------------------------------- | ---------------------- | ------------------------------ | ----- | ----- |
| 1                                                           | Primera Ronda          | Domingo 7 de octubre de 1917   | 32    | 16    |
| Entran 16 clubes exentos de participar en la primera Ronda. |                        |                                |       |       |
| 2                                                           | Dieciseisavos de final | Domingo 9 de noviembre de 1917 | 32    | 16    |
| 3                                                           | Octavos de final       | Domingo 2 de diciembre de 1917 | 16    | 8     |
| 4                                                           | Cuartos de final       | Domingo 3 de febrero de 1918   | 8     | 4     |
| 5                                                           | Semifinal              | Domingo 3 de marzo de 1918     | 4     | 2     |
| 6                                                           | Final                  | Domingo 5 de mayo de 1918      | 2     | 1     |

## Participantes

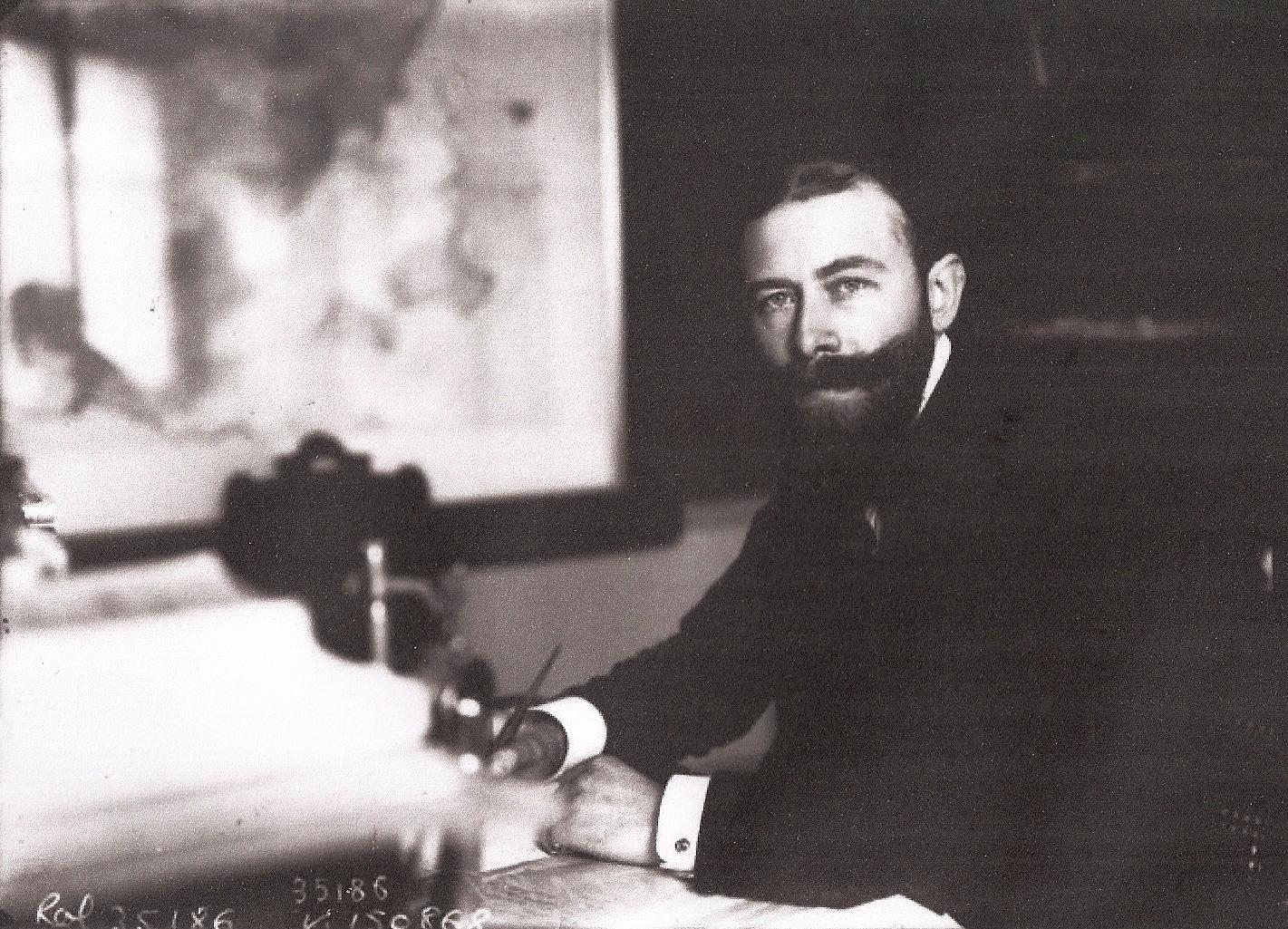
Charles Simon creador del Comité francés interfederal en 1907.

Entre los clubes que compitieron en esta edición, se encontraban los ganadores del antiguo campeonato de Francia del USFSA (Racing Club de Francia, Standard Athletic Club, El Havre Athletic Club, Gallia Club y Club francés), los del campeonato de Francia de la FCAF (Vida al gran Aire del Médoc y Club athlétique de Vitry), los del campeonato de Francia de fútbol de los patrocinios (Patrocinio Olier y Estrella de los Dos Lagos), un club del Campeonato de la Liga de fútbol asociación (Círculo athlétique de París), y cuatro clubes que lograron ganar las competiciones como la Copa de los Aliados o la Copa nacional de la USFSA (Estadio rennais Universidad Club y Club athlétique de la Sociedad general), el Challenge de la Afamada (Olympique)  y la Copa interfédérale de la LFA (Asociación deportista francesa).
| Club                                  | Ciudad               | Federación                                                  |
| ------------------------------------- | -------------------- | ----------------------------------------------------------- |
| Stade auxerrois                       | Auxerre              |                                                             |
| Association de la jeunesse auxerroise | Auxerre              | Fédération gymnastique et sportive des patronages de France |
| Racing Club de France                 | Paris                | Union des sociétés françaises de sports athlétiques         |
| Margarita Club du Vésinet             | Le Vésinet           |                                                             |
| Association sportive lyonnaise        | Lyon                 |                                                             |
| Olympique                             | Saint-Chamond        |                                                             |
| Raincy Sports                         | Le Raincy            | USFSA                                                       |
| CA boulonnais                         | Boulogne-Billancourt | LFA                                                         |
| Union amicale Cognac football         | Cognac               |                                                             |
| Vie au Grand Air du Médoc             | Bordeaux             | Ligue du Midi de Football Association (LMFA)                |
| Union sportive et amicale de Clichy   | Clichy               | USFSA                                                       |
| Avenir de Gentilly                    | Gentilly             | FGSPF                                                       |
| Club athlétique de Vitry              | Vitry-sur-Seine      | LFA                                                         |
| British Aviation Football Club        |                      |                                                             |
| Section Jean Macé                     | Troyes               |                                                             |
| Jeunes de Chaumont                    | Chaumont             | FGSPF                                                       |
| Tour d'Auvergne de Rennes             | Rennes               | FGSPF                                                       |
| Entente rennaise                      | Rennes               |                                                             |
| Standard Athletic Club                | Paris                | USFSA                                                       |
| Championnet Sports                    | Paris                | FGSPF                                                       |
| Paris Star                            | Paris                | LFA                                                         |
| London County Sports Club             | Paris                | USFSA                                                       |
| Légion Saint-Michel                   | Paris                | USFSA                                                       |
| Union sportive Voltaire               | Paris                | LFA                                                         |
| Étoile sportive Saint-Joseph          | Mont-de-Marsan       | FGSPF                                                       |
| International Sporting Club           | Toulouse             |                                                             |
| Lyon olympique universitaire          | Lyon                 |                                                             |
| Éveil sportif de Dijon                | Dijon                |                                                             |
| Cadets de Bretagne                    | Rennes               | FGSPF                                                       |
| Union sportive du Mans                | Le Mans              | USFSA                                                       |
| Olympique de Marseille                | Marseille            | USFSA                                                       |
| Herculis de Monaco                    | Monaco               |                                                             |
| Association sportive brestoise        | Brest                | USFSA                                                       |
| Stade rennais Université Club         | Rennes               | USFSA                                                       |
| Union sportive suisse                 | Paris                | LFA                                                         |
| Le Havre Athletic Club                | Le Havre             | USFSA                                                       |
| Patronage Olier                       | Paris                | FGSPF                                                       |
| Étoile des Deux Lacs                  | Paris                | FGSPF                                                       |
| Gallia Club Paris                     | Paris                | USFSA                                                       |
| Club français                         | Paris                | LFA                                                         |
| Club athlétique des Sports généraux   | Paris                | USFSA                                                       |
| Stade français                        | Paris                | USFSA                                                       |
| Cercle athlétique de Paris            | Paris                | LFA                                                         |
| Club athlétique de Paris              | Paris                | USFSA                                                       |
| Association sportive française        | Paris                | USFSA                                                       |
| Olympique                             | Pantin               | LFA                                                         |
| Club sportif des Terreaux             | Lyon                 | USFSA                                                       |
| Football Club de Lyon                 | Lyon                 | USFSA                                                       |

## Resultados

### Primera ronda
| Local                        | Resultado | Visita                 |
| ---------------------------- | --------- | ---------------------- |
| Alliance Vélo Sportive       | 6–1       | AJ Auxerroise          |
| USA Clichy                   | 4–1       | Avenir Gentilly        |
| UA Cognac                    | 1–0       | Vie Grand Air Médoc    |
| Raincy Sports                | 4–3       | CA Boulonnais          |
| Olympique Saint-Chamonais    | 2–4       | AS Lyonnaise           |
| Lyon Olympique Universitaire | 4–1       | Éveil Sportif Dijon    |
| ES Mont-de-Marsan            | 3–1       | ISC Toulouse           |
| Légion Saint-Michel          | 8–0       | US Voltaire            |
| Paris Star                   | 3–1       | London County SC       |
| Racing Club France           | 7–0       | Margarita Club Vésinet |
| Standard AC                  | 5–1       | Championnet Sports     |
| Tour Auvergne                | 8–0       | Entente Rennaise       |
| Jeunes Chaumont              | 1–3       | SS Stade Jean Macé     |
| Cercle Athlétique Vitry      | 2–31      | British Aviation FC    |
| Cadets Bretagne              | 4–02      | US Le Mans             |
| Olympique Marseille          | 7–03      | Herculis Monaco        |

Notas
- Nota 1: British Aviation fue descalificado luego de protestar contra la Union des Sociétés Françaises de Sports Athlétiques. Vitry avanzó a la siguiente ronda.
- Nota 2: El partido debía de jugarse en Le Mans pero no se pudo y el empate se mantuvo. Bretagne pidió posponer el partido para el 14 de Octubre. La CFI acreditó la victoria a Cadets.
- Nota 3: Mónaco pidió posponer el partido para el 21 de Octubre pero al final se retiró por falta de jugadores. La página de la FFF anunció el resultado como victoria por 7–0 para el Marseille.

### Segunda ronda
| Local                   | Resultado | Visita                       |
| ----------------------- | --------- | ---------------------------- |
| AS Brestoise            | 4–1       | Tour Auvergne                |
| Raincy Sports           | 7–0       | Cercle Athlétique de Vitry   |
| FC Lyon                 | 2–2aet    | AS Lyonnaise                 |
| Alliance Vélo Sportive  | 2–3       | Lyon Olympique Universitaire |
| Olympique Marseille     | 2–0       | CS Terreaux                  |
| ES Mont-de-Marsan       | 5–1       | UA Cognac                    |
| Olympique Pantin        | 4–1       | Légion Saint-Michel          |
| AS Française            | 13–0      | USA Clichy                   |
| Cercle Athlétique Paris | 6–1       | CA 14ème arrondissement      |
| CA Société Générale     | 5–0       | Stade Français               |
| Club Français           | 2–2aet    | Standard AC                  |
| Étoile Deux Lacs        | 2–1       | Gallia Club                  |
| Paris Star              | 2–1       | Patronage Olier              |
| Havre Athletic Club     | 0–5       | Racing Club France           |
| Stade Rennais UC        | 3–1       | Cadets Bretagne              |
| Union Sportive Suisse   | 15–0      | SS Stade Jean Macé           |

#### Replays
| Local        | Resultado | Visita        |
| ------------ | --------- | ------------- |
| AS Lyonnaise | 1–1aet    | FC Lyon       |
| Standard AC  | 1–5       | Club Français |
| FC Lyon      | 5–0       | AS Lyonnaise  |

### Tercera ronda
| Local                        | Resultado | Visita                  |
| ---------------------------- | --------- | ----------------------- |
| Raincy Sports                | 2–0       | ES Mont-de-Marsan       |
| Olympique Marseille          | 0–2       | FC Lyon                 |
| Lyon Olympique Universitaire | 1–5       | Olympique Pantin        |
| AS Française                 | 8–1       | Étoile Deux Lacs        |
| CA Société Générale          | 11–0      | Paris Star              |
| Club Français                | 3–1       | Union Sportive Suisse   |
| Racing Club France           | 4–1       | Cercle Athlétique Paris |
| Stade Rennais UC             | 7–3       | AS Brestoise            |

### Cuartos de final
| Local               | Resultado | Visita             |
| ------------------- | --------- | ------------------ |
| FC Lyon             | 2–1       | Stade Rennais UC   |
| Olympique Pantin    | 3–2aet    | Club Français      |
| AS Française        | 4–2       | Racing Club France |
| CA Société Générale | 4–1       | Raincy Sports      |

### Semifinales
| Local            | Resultado | Visita              |
| ---------------- | --------- | ------------------- |
| Olympique Pantin | 4–1       | CA Société Générale |
| FC Lyon          | 4–1       | AS Française        |

## Final
| 5 de mayo de 1918 | Olympique          | 3-0 | FC Lyon | Stade de la rue Olivier-de-Serres, París |                               |
|                   | - Fiévet - Darques |     |         | Árbitro(s): Jacques Battaille            | Árbitro(s): Jacques Battaille |

## Campeón
| Bandera de Isla de Francia |
| Campeón Olympique football |
| 1° título                  |